# چاودار (استان اسمولیان)
چاودار (به بلغاری: Chavdar) یک منطقهٔ مسکونی در بلغارستان است که در شهرستان دوسپات واقع شده‌است.
 چاودار ۲۲٫۷۶۷ کیلومتر مربع مساحت و ۳۲۹ نفر جمعیت دارد و ۱٬۳۰۰ متر بالاتر از سطح دریا واقع شده‌است.